# Sylvirana roberti
Sylvirana roberti es una especie de anfibio anuro de la familia Ranidae.

## Distribución geográfica
Esta especie se encuentra en Birmania.

## Morfología
La rana adulta macho mide 41.6–45.4 mm de largo, y una hembra individual 49.2 mm.  El piel en el dorso es de color marrón medio. Tiene dos líneas oscuras a lo largo de sus lados, de la nariz al ingle.  Hay manchas en las patas delanteras y rayas en las patas traseras.  El iris del ojo es de color marrón-oro en la parte superior y marrón oscuro en la parte inferior.
Esta rana tiene dientes de vomerino en la mandíbula. Tiene discos en los dedos de los pies para trepar. Tiene patas delanteras y traseras robustas. No tiene glándula pineal.  Tiene glándula humeral grande.

## Etimología
Los científicos quienes escribieron el primer papel sobre esta especie le dieron el nombre por su mentor y amigo Dr. Robert F. Inger.  Dr. Inger trabajó por el Museo Field de Historia Natural como Curador Emérito de Anfibios y Reptiles.